# Kvalfjorden
Kvalfjorden (nordsamisk: Fállevuotna) er en fjord på nordsiden af Kvaløya i Hammerfest kommune i Troms og Finnmark fylke i Norge. Fjorden har indløb mellem Brattneset i nord og Kvalfjordneset i syd og går tre kilometer mod vest til Vesterbotn.
Inderst i fjorden deler den sig i de to vige, Vesterbotn og Pollen. I begge disse ligger der enkelte huse. Fjorden er 88 meter på det dybeste, lige vest for Kvalfjordneset. 
Fylkesvei 391 (Finnmark) går langs dele af fjorden på vestsiden.